# Crushing Caspars
Crushing Caspars est un groupe allemand de punk hardcore, originaire de Rostock.

## Histoire
Le groupe a notamment tourné dans toute l'Europe en première partie d'Agnostic Front en 2010 et fait partie du Persistence Tour 2012 en première partie de Suicidal Tendencies. L'année suivante, ils tournent en première partie de Blood for Blood. Le groupe a également joué aux festivals Force Attack, Hellfest et With Full Force, et à Hohen Viecheln en 1996 en première partie de Rammstein.
Le groupe sort son premier album éponyme en 1997. En 2001, ils sortent un deuxième album studio, Full Flavour, en autoproduction. Puis un troisième, The Fire Still Burns chez GSR Music en 2007. Trois ans plus tard, ils sortent leur quatrième album studio, Back to the Roots, Nevertheless Up to Date,..

## Style musical
Le style musical du groupe combine le punk hardcore classique avec des influences de rock 'n' roll, de punk rock et de metal. Le groupe aime qualifier son style de Baltic Sea Hardcore, c'est-à-dire de punk hardcore de la mer Baltique, en référence aux célèbres écoles de hardcore des États-Unis comme le New York Hardcore ou le D.C. Hardcore. Metal.de qualifie la musique du groupe de « hardcore terreux, typique des années '90 » avec des éléments de thrash metal, de punk et de rock 'n' roll, un chant rauque et des moments de rock, de groove et parfois de calme.

## Discographie
- 1997 : The Crushing Caspars (EP, Dröönland Production)
- 1998 : Provocation (EP)
- 2001 : Full Flavour
- 2004 : Baltic Sea for Life (split avec COR, Puke Music)
- 2007 : The Fire Still Burns (GSR Music)
- 2010 : Back to the Roots, Nevertheless Up to Date (Dritte Wahl Records)
- 2014 : F.T.W. No Regrets (EP, Puke Music)